# Marty Barrett
Martin Glenn Barrett (Arcadia, California, 23 de junio de 1958), más conocido como Marty Barrett, es un exjugador profesional estadounidense de béisbol que se desempeñó en la posición de segunda base en las Grandes Ligas de Béisbol (MLB). Logró obtener el premio MVP (jugador más valioso de la Serie de Campeonato de la Liga).

## Carrera
Barrett jugó como profesional nueve temporadas en Boston Red Sox (1982-1990), después pasó a San Diego Padres, donde jugó una temporada (1991), y fue el equipo en el que se retiró.

## Premios
Fue galardonado con el MVP (jugador más valioso de la Serie de Campeonato de la Liga) en una oportunidad (1986).